# Peru (Maine)
Peru és una població dels Estats Units a l'estat de Maine (EUA). Segons el cens del 2000 tenia 1.515 habitants.

## Demografia
Segons el cens del 2000, Peru tenia 1.515 habitants, 585 habitatges, i 436 famílies. La densitat de població era de 12,5 habitants/km².
Dels 585 habitatges en un 35% hi vivien nens de menys de 18 anys, en un 63,8% hi vivien parelles casades, en un 5,6% dones solteres, i en un 25,3% no eren unitats familiars. En el 19,8% dels habitatges hi vivien persones soles el 7,9% de les quals corresponia a persones de 65 anys o més que vivien soles. El nombre mitjà de persones vivint en cada habitatge era de 2,59 i el nombre mitjà de persones que vivien en cada família era de 2,98.
Per edats la població es repartia de la següent manera: un 26,7% tenia menys de 18 anys, un 5,8% entre 18 i 24, un 28,2% entre 25 i 44, un 24,2% de 45 a 60 i un 15,1% 65 anys o més.
L'edat mediana era de 40 anys. Per cada 100 dones de 18 o més anys hi havia 99,8 homes.
La renda mediana per habitatge era de 38.083 $ i la renda mediana per família de 43.047 $. Els homes tenien una renda mediana de 32.171 $ mentre que les dones 23.214 $. La renda per capita de la població era de 16.383 $. Entorn del 3,4% de les famílies i el 6% de la població estaven per davall del llindar de pobresa.